# Nolhaga bergs naturreservat

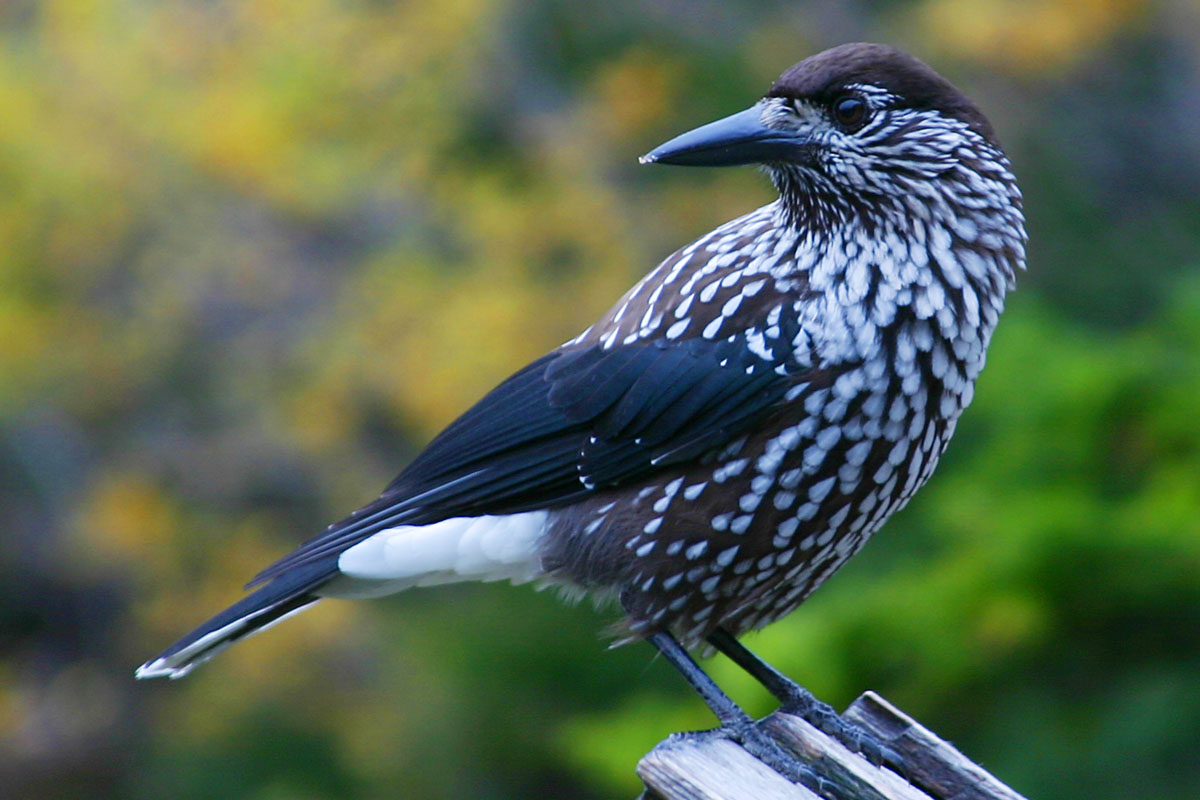
Nötkråka

Nolhaga berg är ett naturreservat i Alingsås distrikt i Alingsås kommun i Västergötland. Det ligger i strax väster om stadskärnan, i anslutning till sjön Mjörn och Nolhagaområdet. Reservatet omfattar 26 hektar och inrättades år 2010.
Området består av två skogsklädda höjder som skiljs åt av en klyfta kallad Klämma. Skogen domineras av bokträd, som planterades dit av Jonas Alströmer efter att han köpt ett område på berget år 1725. Nu är den skogen gammal och har utvecklats mot att bli naturskog med grova träd och död ved. Den döda veden är viktig livsmiljö för svampar, insekter och larver. Bland de vedlevande svamparna kan nämnas bokticka, bokdyna och porslinsnagelskivling. Fågellivet är rikt, och bland rödlistade arter förekommer mindre hackspett och nötkråka.
Området är stadsnära och sedan slutet av 1800-talet varit ett populärt strövområde. År 1921 köptes området av Alingsås stad för att göra det till folkets område. På berget finns många stigar, gång- och cykelvägar. Uppe på östra berget finns en utsiktspaviljong som bjuder på vyer över stora delar av Alingsås. Intill paviljongen står ett luftvärnstorn från andra världskriget, öppet säsongsvis för besökare. I närheten finns även parkmiljöer vid Nolhaga gård, stranden vid Mjörn och Nolhaga djurpark med Barnens lantgård.
I närheten av Nolhaga berg ligger även Nolhagavikens naturreservat, ett värdefullt våtmarksområde vid sjön Mjörns norra strand och mynningen av Säveån, med rikt fågelliv och strandängar.